# 野邊地町
野邊地町（日语：／ Noheji machi */?）是位於日本青森縣下北半島南部的町，隸屬於上北郡。北邊面向陸奧灣，野邊地川則流經城鎮中心並往北注入陸奧灣。當地以農業和水產業為主，其中水產業主要以帆立貝的養殖為中心。野邊地町在江戶時代作為盛岡藩北邊的門戶而開始發展。
野邊地一名源自阿伊努語的「nup-un-pet」，有「在原野中流著的清澈之河」的意思。

## 地理
野邊地町境內約51.9%的面積被森林與原野覆蓋。南邊臨八甲田山的連峰，東部為丘陵地帶，西部則坐落著奧羽山脈。發源於奧羽山脈的野邊地川及其支流枇杷野川、與田川、二本木川皆流經町内，並在北邊注入陸奧灣。

### 氣候
野邊地町的氣候相當涼爽，夏季降水量相對較少，但冬天是縣內少數的豪雪地區。根據統計，2019年野邊地町的年均溫為10.4℃，年降雨量為1026.5毫米，年日照時數則是1781.2小時。當地全年受到風向偏西的季風吹拂，梅雨季節則受到從太平洋吹來並挾帶涼冷空氣的風吹拂，對農作物的生長造成影響。

## 歷史
野邊地自古時便有人類定居，境內坐落著枇杷野遺跡、陣場川原遺跡等屬於繩紋時代的遺址。「野邊地」 此一地名最早出現在建武2年 (1335年）的文書記載中。戰國時代，津輕氏從南部氏獨立並佔據青森縣的西半部，野邊地則成為雙方領地相互交接的重要地區，在江戶時代設有代官所與馬門番所。延寶年間至明治初期，當地開始盛行海運。大豆與銅等商品在野邊地的港口裝上北前船的船隻，並載往北陸地區等地。而北前船則從上方載回鹽、棉花、酒、紙等商品，使野邊地在江戶時代作為盛岡藩北邊的門戶而逐漸發展。
1889年（明治22年）4月1日 ，野邊地村、馬門村與有戶村3村合併成野邊地村。1897年（明治30年）8月28日，野邊地村實施町制，並改為現今的琰邊地町。

## 行政
- 町長：龜田道隆 （總計2期）（任期至2011年（平成23年）10月26日）
  - 出生於1942年（昭和17年）11月30日（64歲）簡歷：縣刑事部長、青森警察署長

## 經濟
野邊地町的水產業以養殖帆立貝為主，同時也養殖海參等水產。

#### 奶酪畜牧業
- 有戶地區

#### 漁業
- 野邊地漁港
- 有戶漁港

### 郵政

#### 配送據點
- 郵政事業野邊地分店

#### 郵政局
- 野邊地郵政局（84008）
- 有戶簡易郵政局（84756）
- 野邊地駅前簡易郵政局（84772）
- 馬門簡易郵政局（84766）

## 交通

### 鐵道
- 東日本旅客鐵道
  - 大湊線：野邊地站 - 北野邊地站 - 有戶站
- 青森鐵道
  - 青森鐵道線：野邊地站

### 巴士
- 十和田觀光電鐵：野邊地市内線、十和田市線、六所線
- 下北交通：青森線、陸奧線、六所線
  - 平內町民巴士：淺蟲溫泉線、狩場澤線（全都只有一部巴士行駛）

### 道路
- 地域高規格道路
  - 下北半島縱貫道路：野邊地高速公路出入口 - 野邊地前衛高速公路出入口 - 野邊地木明高速公路出入口 - 野邊地北高速公路出入口
- 一般國道
  - 國道4號
  - 國道279號
- 主要地方道
  - 青森縣道5號野邊地六之所線
  - 青森縣道8號八戶野邊地線
- 一般縣道
  - 青森縣道108號野邊地港線
  - 青森縣道178號野邊地停車場線
  - 青森縣道180號尾駮有戶停車場線
  - 青森縣道208號野邊地野邊地停車場線
  - 青森縣道243號馬門野邊地線
  - 青森縣道246號水喰野邊地線

### 港灣
- 野邊地港：現在不存在定期航線。

## 觀光

### 景點、遺跡
- 常夜燈（於1827年（文政10年）建立。為國內現存的最古老的同類建築。在常夜燈周邊建設成道路及公園，並建設為常夜燈公園。 ）
- 野邊地八幡宮（笹館）本殿、末社金刀比羅宮本殿（縣重要寶物） （页面存档备份，存于）
- 愛宕公園（可以從這裡一覽全町。在町制的100年間被建設成社區中心、門球場、廣場及停車場等。在公園內有石川啄木的歌碑，為明治天皇的東北巡視期間，在町內死亡的心愛的馬花鳥號所設立的忠魂碑。）
- 藩境塚（縣歷史遺跡  （页面存档备份，存于）。作為盛岡藩、弘前藩藩境的記號所建造。）
- 野邊地戰爭墓地（縣歷史遺跡  （页面存档备份，存于）。在戊辰戰爭期間，屬於新政府的弘前黑石聯合軍越過藩境進攻已降伏的盛岡藩，因而發生野邊地戰爭，而此處為該戰爭的墓地。此戰最終以盛岡聯合軍勝出，弘前黑石聯合軍陣亡者有27名（有一說為45名），盛岡八戶聯合軍陣亡者有8名。）
- 一里塚 （野邊地町坊之冢，縣歷史遺跡  （页面存档备份，存于）、慶長年間。）
- 野邊地防雪原林（國內最初的鐵路防雪林）
- 馬門溫泉（為一所宿驛，包括馬門溫泉富士屋旅館、馬門溫泉及滑雪場。）
- HOT JAZZ IN 野邊地
- 町立歷史民俗博物館（野邊地  。板狀立腳土偶，赤漆塗木胎漆器）

### 祭典、特別活動
- 野邊地祇園祭（它的起源被認為來自從京都來到此處進行交易的北前船。名稱亦認為來自京都的祇園祭。）

## 地域

### 教育

#### 高校
- 青森縣立野邊地高校
- 光星學院野邊地西高校

#### 中學
- 野邊地町立野邊地中學

#### 小學
- 野邊地町立野邊地小學
- 野邊地町立若葉小學
- 野邊地町立馬門小學

### 其他學校
- 野邊地工學專門學校

### 所屬警察署
- 野邊地警察署

### 所屬消防署
- 北部上北廣域事務組合消防本部
- 北部上北廣域事務組合野邊地消防署

### 金融
- 青森銀行野邊地分店
- 陸奧銀行野邊地分店
- 青之森信用金庫野邊地分店（舊稱八戶信用金庫、十和田信用金庫）

### 其他主要機關、企業
- 野邊地區検察廳
- 青森家庭裁判所野邊地出張所
- 野邊地簡易裁判所
- 青森縣農林總合研究中心畜產試驗場
- 野邊地收音機轉播局（NHK青森放送局第1放送為846kHz、青森放送收音機為1062kHz）

由於野邊地地區的接收環境不好，於2001年（平成13年）1月開設了轉播局。

## 姐妹城市、提攜都市

### 國內
- 久喜市（埼玉縣，舊南埼玉郡菖蒲町）
  - 1997年（平成9年）8月28日提攜。（在教育、文化、產業、經濟等作出交流。）

## 本地出身的名人
- 江口隆哉（於日本介紹德國的現代舞、於日本女子體育大學（舊二階堂短大）設置舞蹈科。為日本最初的舞蹈高等教育。1999年，在她誕生100年紀念時在日本新國立劇場進行了表演。）
- 江口乙矢（隆哉之弟、關西西方舞界的功勞者）
- 一戶剛（滑雪跳躍選手）
- 四戶龍英（椅子滑雪選手）
- 柴崎岳（足球選手）
- 田村優典（田徑選手）
- 田村優寶（田徑選手）
- 伊藤桃（偶像）